# Sternopriscus meadfootii
Sternopriscus meadfootii är en skalbaggsart som först beskrevs av Clark 1862.  Sternopriscus meadfootii ingår i släktet Sternopriscus och familjen dykare. Inga underarter finns listade i Catalogue of Life.